# Daikin
Daikin Industries, Ltd. (jap. ダイキン工業株式会社 Daikin Kōgyō Kabushiki-gaisha) – japońskie przedsiębiorstwo zajmujące się m.in. produkcją klimatyzatorów, systemów wentylacji, pomp ciepła i oczyszczaczy powietrza. Przedsiębiorstwo zostało założone w 1924 roku, a swoją siedzibę ma w Osace.